# Kiisla-klass
Kiisla-klass är en fartygsklass bestående av bevakningsbåtar som används av den finska marinen. Fartygen byggdes åren 1984-1988 vid Hollmings varv i Raumo. Kiisla och Kurki överfördes från den finländska sjöbevakningen till flottan år 2002 respektive 2004. Fartyget kan lätt ändras om för olika roller, till exempel ASW, minläggning, minsvepning eller minjakt.

## Fartyg i klassen
| Fartyg | Skeppsnummer | Beställd         | Sjösatt       | I tjänst                                 |
| ------ | ------------ | ---------------- | ------------- | ---------------------------------------- |
| Kiisla | 50           | 23 november 1984 | 25 maj 1987   | överförd till den finska flottan år 2004 |
| Kurki  | 51           | 23 november 1984 | november 1990 | överförd till den finska flottan år 2004 |

## Galleri

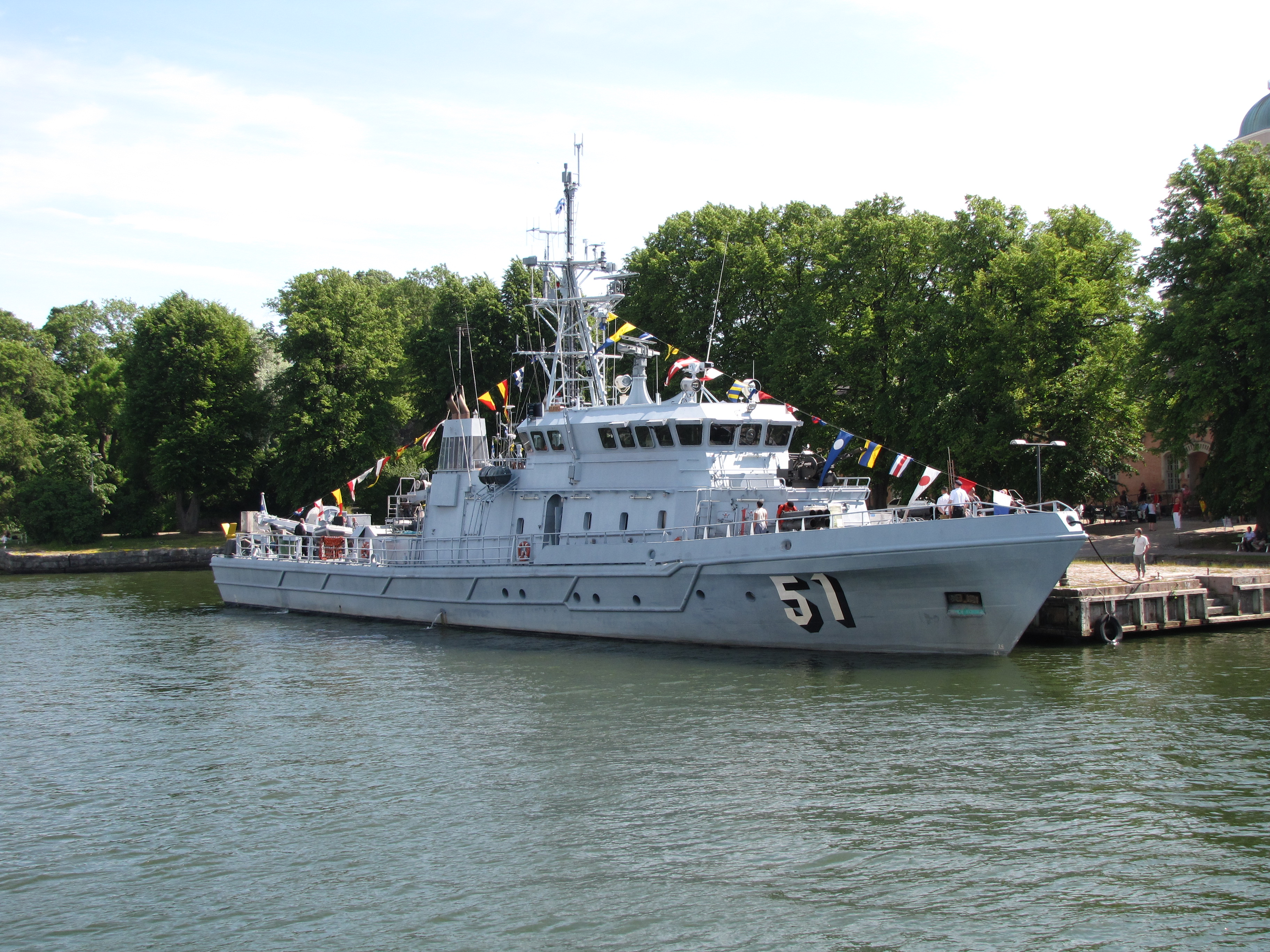
Kurki (51)